# Chionaema sumatrana
Chionaema sumatrana là một loài bướm đêm thuộc phân họ Arctiinae, họ Erebidae.